# Georgikirche (Raabs an der Thaya)
Die Georgikirche (auch Georgenberg) ist eine Kirchenruine in Modsiedl in der Stadtgemeinde Raabs an der Thaya im Bezirk Waidhofen an der Thaya im niederösterreichischen Waldviertel, die heute nurmehr als Burgstall erhalten ist.

## Situation
Der Burgstall liegt im Georgiwald, der sich im Nordwesten der Katastralgemeinde Modsiedl befindet. Die hoch aufragenden Mauerteile aus Bruchstein sind romanischen Ursprungs und entstammen vermutlich dem 13. Jahrhundert. Auf einem Felssporn über der Mährischen Thaya ist das Fundament eines turmartigen Gebäudes erkennbar.

## Geschichte
Bislang wurden keine Urkunden aufgefunden, die Auskunft über die ursprüngliche Nutzung geben könnten; naheliegend ist ein befestigter Hof eines Wehrbauern. Nach Dehio wurde gemäß einem Kaufvertrag aus dem Jahr 1501 eine hier lokalisierbare „tueren Wissen“ (Turmwiese) von einem Grassawer verkauft. Belegt ist auch die spätere Verwendung als Kirche oder Kapelle, die dem hl. Georg geweiht war, bei der auch ein Einsiedler gelebt haben soll. Im Rahmen der Josephinischen Reformen wurde die Georgikirche im Jahr 1786 aufgehoben und in der Folge abgebrochen.